# Porfiri Krylov (botánico)
Porfiri Nikítich Krylov (nacido 1 de agosto de 1850, Sagayskaya, provincia de Yenisei - fallecido el 27 de diciembre de 1931, Tomsk, Territorio de Siberia Occidental) - Botánico, florista y profesor ruso, uno de los fundadores de la doctrina de comunidades vegetales - fitocenología (fitosociología).
A partir de 1885 trabajó en la Universidad Estatal de Tomsk, donde fundó un jardín botánico y un herbario, el primero en Rusia, ubicado más allá de los Urales, uno de los fundadores de la ciencia biológica y la bioeducación en Siberia , incluso creó una escuela de floristas-taxónomos ("Escuela de Tomsk"). Desde 1917 - Profesor de la Universidad de Tomsk.
En 1929 fue elegido miembro correspondiente de la Academia de Ciencias de la URSS, en 1925, de la Academia de Ciencias de la República Socialista Soviética de Ucrania.
Investigó la flora de los Urales y Siberia.
Autor de obras en varios volúmenes : "Flora de Altai y la provincia de Tomsk" (vols. 1-7, 1901-1914) y "Flora of Western Siberia" (v. 1-12, 1927-1964) (completado por estudiantes después de la muerte del autor) , en la que se describen 1800 especies de plantas.

## Biografía
Porfiri Nikítich Krylov nació el 1 de agosto de 1850 en el pueblo de Sagayskaya (ahora el distrito de Karatuz del territorio de Krasnoyarsk) en la familia de comerciantes del ciudadano honorario de los viejos creyentes del concejal de comercio de Perm y caballero Anikita Kondratyevich Krylov. En la primera infancia, se mudó con su familia a Perm, donde a los 12 años ingresó al liceo. Después del cuarto grado, durante la transición al quinto grado, fue expulsado del liceo por no presentarse al examen y recibió un certificado de finalización de los cuatro grados del liceo con calificaciones: "bueno" y "suficiente". ("excelente" en latín, "mediocre" en alemán).
En 1868, Krylov se convirtió en estudiante en una de las farmacias de Perm, donde se interesó por la química y las plantas medicinales , y pronto, en el estudio de las plantas (botánica).

## Período de Kazán
Después de tres años de servicio como discípulo de un farmacéutico, Krylov se fue a Kazán, donde en 1873 ingresó a un curso de dos años en la Universidad de Kazán para obtener el título de farmacéutico.
Ingresa en la Sociedad de Naturalistas de la Universidad de Kazán, trabaja en el Gabinete Botánico. En las "Actas de la Sociedad de Naturalistas de Kazán", a la edad de 23 años, Krylov publica su primer trabajo científico: "Notas sobre frambuesas de lúpulo".
Después de graduarse con honores, recibe un diploma de farmacéutico y permanece para trabajar en la universidad. Ingresó en el puesto de asistente de laboratorio supernumerario en el Departamento de Química Analítica y pronto se trasladó al jardín botánico como jardinero científico.
Durante sus estudios y trabajo en Kazán, Krylov realizó 11 viajes por la provincia de Perm y la cordillera de los Urales , publicó 15 artículos científicos sobre flora , vegetación y plantas medicinales.

## Trabajo en la Universidad de Tomsk

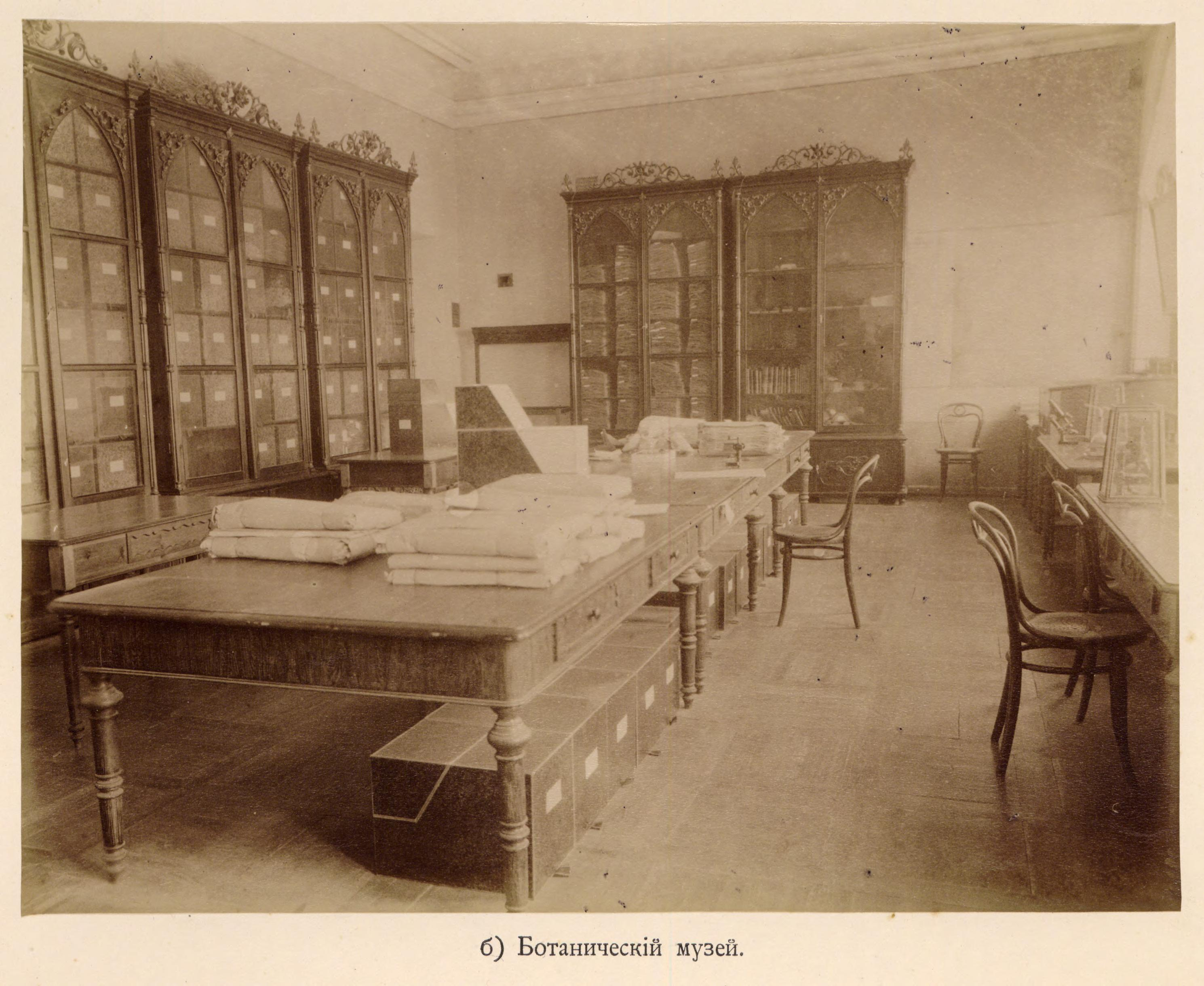
Herbario (Museo Botánico), Tomsk 1890.

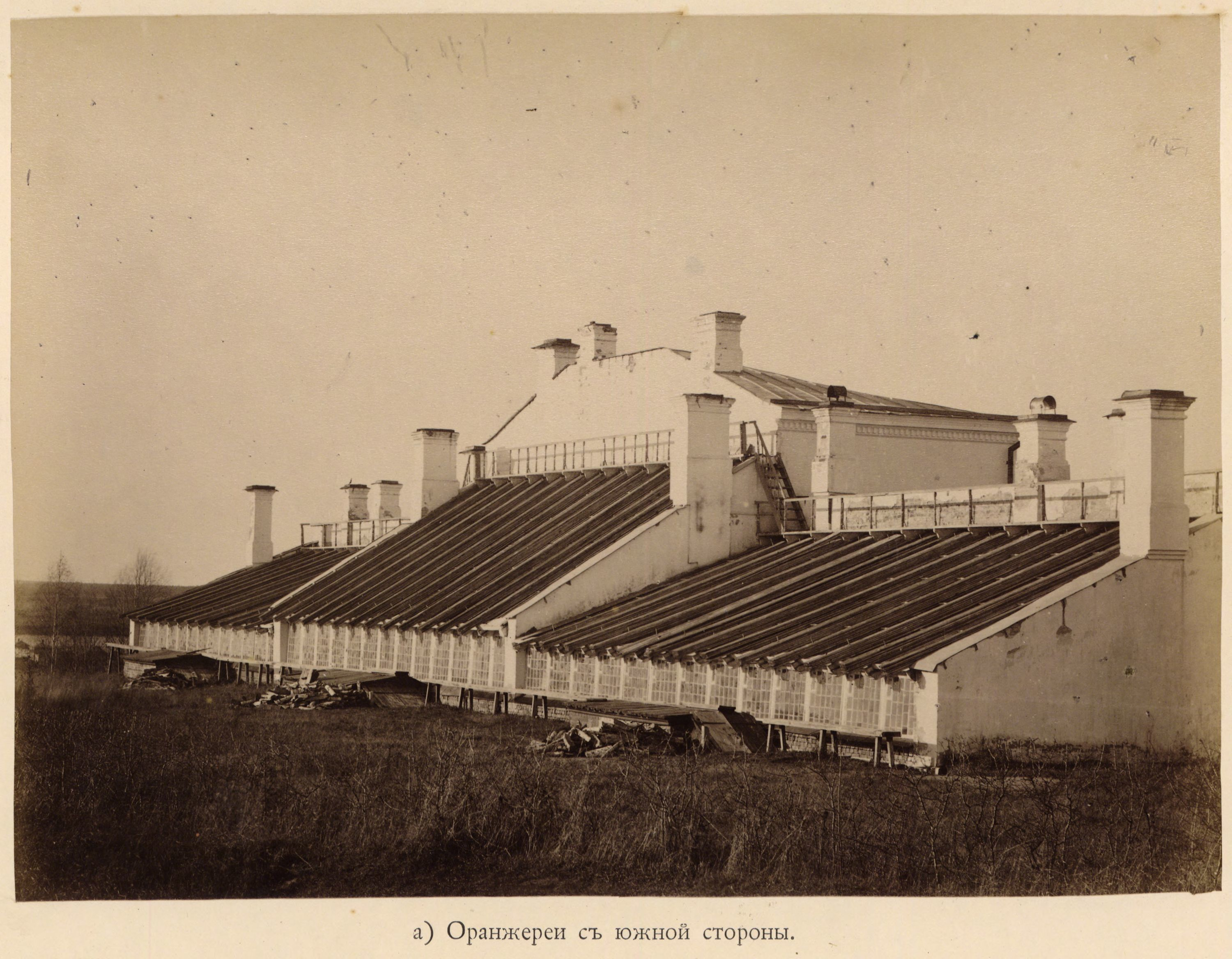
Invernadero (lado sur), Tomsk 1890.

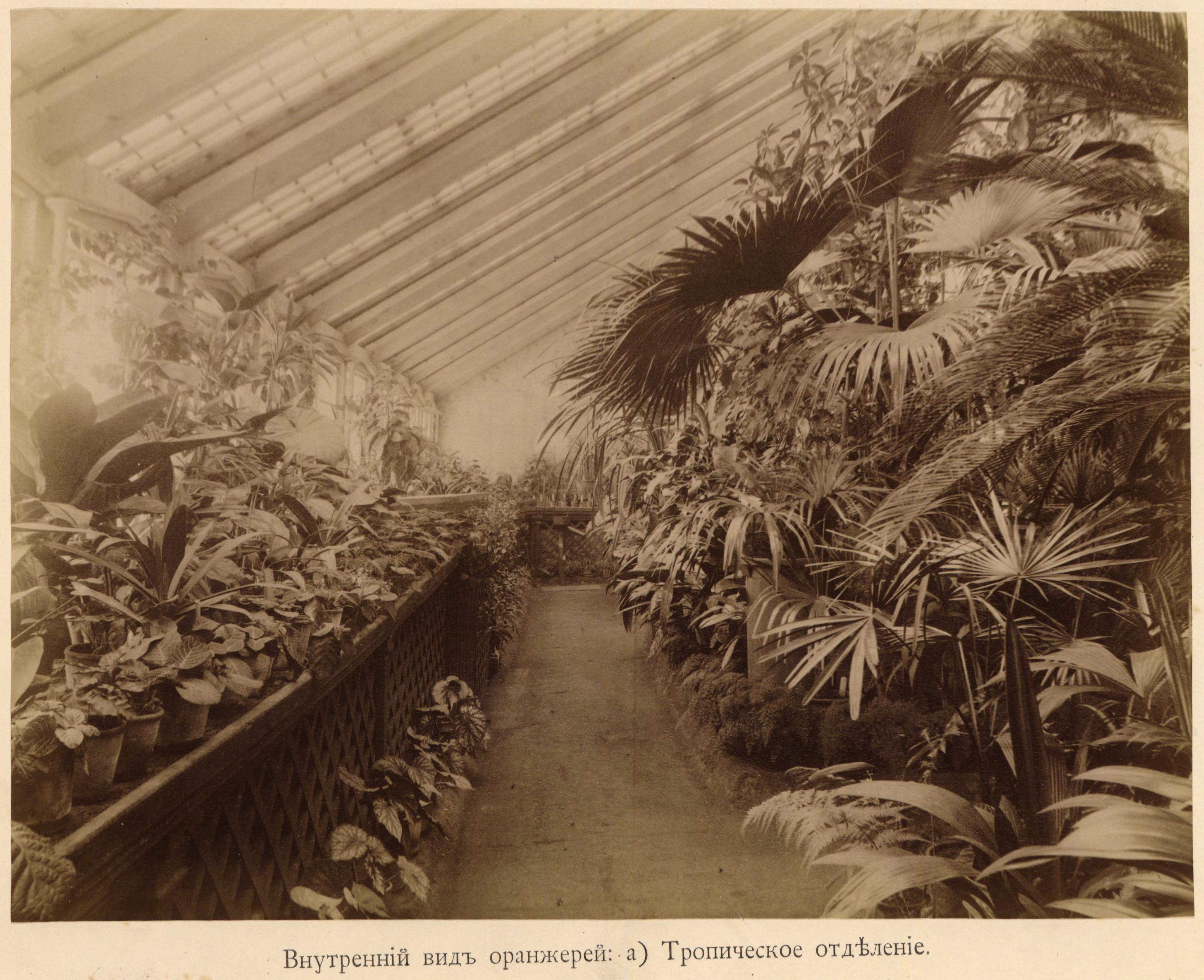
Vista interior de la sección tropical del invernadero, Tomsk 1890.

El administrador del distrito educativo de Siberia Occidental, V.M. Florinsky, que estaba a cargo de la construcción de la universidad en Tomsk, invitó a Krylov a la primera universidad siberiana para organizar un jardín botánico y un herbario adjunto.
El 23 de julio de 1885, Krylov llegó a Tomsk. Trajo 700 macetas de plantas de invernadero para organizar un jardín botánico. A su llegada, Krylov se dispuso a organizar un museo botánico (herbario).
En el mismo año, Krylov comenzó a establecer un jardín botánico (Jardín botánico de la Universidad Estatal de Tomsk). Se inició la construcción del invernadero principal, se prepararon 14 invernaderos, un vivero de invernadero, un taxonomicum (un herbario vivo que contiene 2000 especies de plantas herbáceas ) y un arboreto, se crearon un vivero de plantas medicinales y un huerto de frutas. Frente al edificio principal de la universidad, trazó un parque , un bosque universitario.
En 1888 creó el "City Garden" en Tomsk. Krylov también colocó muchas otras plantaciones en la ciudad, callejones y parques. Desde la década de 1890, para reponer el jardín botánico y el herbario, Krylov realizó varios viajes a Altái y Siberia occidental, Kazajistán. En el mismo período, fundó viveros en Tomsk, Sudzhenka e Isilkul para el desarrollo de plantaciones de protección contra la nieve a lo largo de la línea ferroviaria de los Urales a Baikal.
15 años después de llegar a Tomsk, en 1901, Krylov publicó el primer volumen de su obra principal: "Flora de Altai y la provincia de Tomsk" (el último volumen se publicó en 1914). En 1909, la Universidad de Kazán otorgó al autor de "Flora of Altai" un doctorado honorario en botánica. Por este trabajo, la Academia de Ciencias otorga a Krylov el Premio Baer y en 1914 lo invita a servir en el Museo Botánico de la Academia de Ciencias de Petrogrado , donde trabajó hasta 1917 y regresó a Tomsk. Vivía en la casa 33 en la avenida Kirov , adyacente a la casa había un vasto jardín diseñado por Krylov.
En 1917, Krylov recibió el título de profesor en la Universidad de Tomsk.
En 1918, comenzó la creación de la segunda obra importante, La flora de Siberia occidental, que los estudiantes del autor completaron solo después de la muerte del científico.
En 1925, Krylov fue elegido miembro correspondiente de la Academia de Ciencias de Ucrania, en 1929, la Academia de Ciencias de la URSS.
Sus trabajos hicieron posible en la década de 1930 compilar mapas geobotánicos consolidados del territorio de Krasnoyarsk .
Después de la muerte de Krylov, en 1933, el herbario de la Universidad de Tomsk recibió el nombre de su fundador.

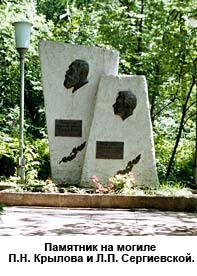
Krylov está enterrado en el bosquete de la universidad.

## Eponimia
Nombrado en honor a Krylov:
Rhode dedica una planta a Krylov (Krylovia Schischk. An ex Tamamsch.).
Más de 50 tipos, por ejemplo:
- Acónito krylovii Steinb. , 1937
- Brachanthemum krylovii Serg. , 1953
- Dianthus krylovianus Juz. , 1950
- Hieracium porphyrii Schischk. et Serg. , 1949
- Potentilla kryloviana Th. Wolf , 1908
- Stipa krylovii Roshev. , 1929
- Veronica krylovii Schischk. , 1939 = Veronica teucrium L.
- Calle en Tomsk.
- Revista científica biológica de la Universidad Estatal de Tomsk - " Krylovia " ("Krylovia").
- Herbario de la Universidad de Tomsk.

## Expediciones
Durante 60 años de actividad científica, Krylov realizó 36 viajes, incluidos 11 en 1895 en las provincias de Perm y Kazán. Sus viajes transcurrieron a lo largo de las cadenas montañosas de los Urales , Altái y Sayan , a lo largo de las estepas siberianas desde las estribaciones de los Urales hasta Dauria , las estepas desérticas y montañas de Kazajistán, los valles de los ríos Ob e Irtysh , pasando por la taiga y los pantanos del norte de Tomsk.

## Altái
Krylov hizo 5 viajes a Altái en 1891, 1901, 1903, 1911, 1915, pasando por todo Altái desde las estribaciones occidentales de Altái hasta el lago Teletskoye y la estepa de Chuya . Exploró muchas crestas: Chuisky , Aigulaksky, Katunsky , Tigeretsky, Terektinsky , Karakolsky .

## Jakasia
En 1892 , para realizar una investigación geográfica, el Jardín Botánico de San Petersburgo y la Sociedad Geográfica Rusa organizaron el viaje de Krylov a la tierra de Uryankhai. Durante la expedición se recolectó un rico material científico, se investigó la vegetación del Sayan Occidental y la influencia de factores geográficos en el borde superior del bosque.

## Siberia occidental
En el período de 1906 a 1914, Krylov participó en expediciones de botánica de suelos para inspeccionar los fondos de tierras de Siberia , realizadas por instrucciones del departamento de reasentamiento. Estudiar la vegetación de las estepas siberianas (Barabinskaya , Kulundinskaya , Korostelevskaya , Belagachskaya , Kuznetskaya)
Al final de su vida, Krylov realizó 4 viajes a Siberia occidental y al noreste de Kazajistán . Las rutas pasaban por las regiones de Omsk, Tyumen, Kurgan, Cheliábinsk, Petropavlovsk, Semipalatinsk y Kazajistán Oriental. Estudiado: Cordillera Kalbinsky , valles de los ríos Bukoni , Kokpektinki , Black Irtysh y Kurchum , estepas desérticas de las tierras bajas de Zaisan , arenas arenosas de Blandy-Kum.

## Otras regiones
Siguiendo las instrucciones del Museo Botánico de la Academia de Ciencias, donde trabajaba en ese momento, Krylov viajó por el Cáucaso en 1916 .
En 1931, la sucursal de Novosibirsk del Instituto Químico-Farmacéutico invita a Krylov como consultor en una expedición para estudiar plantas medicinales y esenciales en Transbaikalia . Krylov hace un viaje a la estepa de Aginskaya . Este viaje fue el último en la vida de un científico.

## Trabajos científicos
Krylov publicó unos 60 artículos científicos sobre la flora y la vegetación de Siberia.

## Más significativos
- Flora de la provincia de Altái y Tomsk: Guía para la identificación de plantas Zap. Siberia. T. 1-17. Tomsk, 1903-1914.
- Flora of Western Siberia: una guía para la definición de Western Sib. plantas. 2.ª ed., Add. y ampliado. ed. “Floras de Altái y Tom. provincia ". T.1-11. Tomsk, 1927-1949.

## Otros
- Tilos en las estribaciones del Kuznetsk Ala-tau / Izv. Tomás. un-eso. 1891. Vol. 3, dep. 2. S.1-40.
- Ensayo sobre la vegetación de la provincia de Tomsk / Ensayos científicos sobre el territorio de Tomsk . Tomsk, 1898, S. 1-26. kart.
- Un breve bosquejo de la flora de la provincia de Tomsk y Altái / Izv. San Petersburgo. nerd. Jardín. 1902. Vol. 2, no. 3.S. 85-106.
- La ruta de viaje en Altái en 1903 / Izv. San Petersburgo. nerd. Jardín. 1903. Vol. 3, no. 1.S. 1-12; n.º 2.S.13-18; Vol. 4, no. 4.P.18-20
- Plantae altaicae novae / Tr. San Petersburgo. nerd. Jardín. 1903. Vol. 21, no. 1.S. 1-12. pestaña. n.º 2.S.13-18.
- Endemismos de la flora de Altái: Prefacio. mensaje / Protocolos Vol. Islas de naturalistas y médicos para 1903-1904, Tomsk, 1905. S. 65-67.
- Vegetación en la estepa de Barabinskaya y lugares adyacentes en ella / Informe preliminar sobre investigación botánica en Siberia y Turquestán en 1912, San Petersburgo, 1913. págs. 41-84; mapas., pestaña.
- Sobre la cuestión de la fluctuación de la frontera entre las regiones forestal y esteparia / Tr. nerd. Museo imp. UN. Pg., 1915. Edición. 14.P. 82-130.
- Las estepas de la parte occidental de la provincia de Tomsk: Botan.-Geogr. revisión / Tr. suelo-botan. Expediciones de investigación colonialista. rn asiático. Rusia. Parte 1. Ejercicio de reasentamiento. M-va de agricultura. Parte 2. Nerd. Issled. 1913 Pg., 1916. Número 1. S. 1-139: ill., Map
- Bosquejo de la vegetación de Siberia / Stat. - economía. bul. Tomsk, 1919 S. 1-24: mal., Color. kart.
- Bocetos florísticos de la región de Prikatunsky / Izv. Tomás. ramas Rus. nerd. Islas. 1921. Vol. 1, no. 1-2. S. 1-22.
- Materiales para la flora de plantas de esporas en la provincia de Altái y Tomsk. 1. Musgos de hoja / Izv. Tomás. un-eso. 1925. Vol. 75. S. 1-48.
- Expedición botánico-geográfica en Siberia Occidental / Estudios siberianos. 1927 S. 4-5.
- Al estudio de la vegetación en Siberia occidental / 1 Sib. bordes. n.- y. congreso. Novosibirsk, 1927.T.3. Superficie. S. 195-197.
- Un nuevo ciudadano de la flora de Altái: Krascheninnikowia Borodini Kryl. sp. norte. / Colección Jubilee dedicada a I.P. Borodin. L., 1927. S. 220-228: tab
- Notas sistemáticas sobre los materiales del herbario de la Universidad de Tomsk. 1928.37, págs. 1-2; 1932. no. 3.S. 1-4; mesa; Asunto 7-8. S. 1-3: tab.; 1933. 1-2. S. 1-2.
- Esquema fitoestadístico de la región alpina de Altái / Izv. Tomás. ramas de rus. nerd. Islas. 1931, vol. 3, núm. 1-2. S. 28-83: tab.